# Вбивство Амаду Діалло
Вранці 4 лютого 1999 року неозброєний 23-річний гвінейський студент на ім’я Амаду Діалло (народився 2 вересня 1975 року) був обстріляний чотирма офіцерами поліції Нью-Йорка в цивільному одязі, які випустили 41 патрон і загалом вистрілили в нього 19 разів: Шон Керролл, Річард Мерфі, Едвард Макмеллон і Кеннет Босс. Пізніше Керролл заявив, що вони переплутали його з підозрюваним у зґвалтуванні роком раніше.
Чотирьох офіцерів, які були частиною нині неіснуючого відділу боротьби з вуличною злочинністю, було звинувачено у вбивстві другого ступеня та виправдано на суді в Олбані, штат Нью-Йорк. Після події спалахнула буря суперечок, оскільки обставини стрілянини викликали обурення як у Нью-Йорку, так і за його межами. Такі питання, як поліцейська жорстокість, расове профілювання та заразна стрілянина, були центральними в подальшій полеміці.

## Раннє життя
Амаду Діалло був одним із чотирьох дітей, народжених Сайку та Кадіату Діалло, і був частиною історичної торговельної родини Фульбе в Гвінеї. Він народився в окрузі Сіное в Ліберії 2 вересня 1975 року, коли його батько працював там, а коли виріс, переїжджав разом із сім'єю до Того, Сінгапуру, Таїланду та назад до Гвінеї. У вересні 1996 року він разом з іншими членами сім'ї переїхав до Нью-Йорка і разом з двоюрідним братом розпочав бізнес. За словами адвоката його родини, він намагався залишитися в Сполучених Штатах, подавши заяву на політичний притулок, неправдиво стверджуючи, що він із Мавританії та що його батьки загинули в боях. Він продавав відеокасети, рукавички та шкарпетки на тротуарі вздовж 14-ї вулиці протягом дня.

## Смерть
Рано вранці 4 лютого 1999 року Діалло стояв біля свого будинку після повернення з обіду. Близько 12:40 год ранку офіцери Едвард Макмеллон, Шон Керролл, Кеннет Босс і Річард Мерфі шукали серійного ґвалтівника в районі Soundview у Бронксі. Проїжджаючи по Вілер-авеню, поліцейські помітили Діалло, який стояв перед входом у свій будинок, дивлячись на вулицю. Вони зупинили свій автомобіль без розпізнавальних знаків, маючи намір допитати Діалло. Коли вони наказали Діалло показати руки, він побіг до входу в будівлю і поліз у кишеню, щоб дістати те, що виявилося його гаманцем. Припустивши, що Діалло дістав вогнепальну зброю, один офіцер вистрілив, коли той піднімався сходами. Віддача рушниці змусила офіцера впасти на спину. Інші троє офіцерів, вважаючи, що їхнього напарника застрелили, вистрілили зі своєї зброї. Четверо офіцерів зробили 41 постріл з напівавтоматичних пістолетів, влучивши в Діалло 19 разів, смертельно поранивши його. Очевидець Шеррі Елліотт заявила, що поліція продовжувала стріляти, хоча Діалло вже був убитий.
Розслідування не виявило зброї у Діалло або поруч з ним; те, що він витяг зі своєї куртки, було гаманцем. Внутрішнє розслідування поліції Нью-Йорка постановило, що офіцери діяли в рамках політики, виходячи з того, що вчинив би розумний поліцейський за тих самих обставин. Тим не менш, стрілянина в Діалло призвела до перегляду політики підготовки поліцейських і відмови від використання куль з суцільнометалевою оболонкою (FMJ).
25 березня 1999 року велике журі Бронкса висунуло обвинувачення чотирьом офіцерам у вбивстві другого ступеня та необережному створенні небезпеки. 16 грудня суд постановив змінити місце розгляду справи на Олбані, штат Нью-Йорк, через розголос напередодні. 25 лютого 2000 року, після трьох днів нарад, суд присяжних, що складалась з чотирьох чорних і восьми білих присяжних, виправдало офіцерів за всіма пунктами обвинувачення.

## Наслідки
У квітні 2000 року мати і батько Діалло подали позов до суду на суму 61 мільйон доларів проти міста та офіцерів, звинувачуючи в грубій недбалості, протиправній смерті, расовому профілюванні та інших порушеннях громадянських прав Діалло. У березні 2004 року вони погодилися на виплату компенсації у розмірі 3 мільйонів доларів США, що стало однією з найбільших у Нью-Йорку для самотнього чоловіка без утриманців відповідно до «закону про протиправну смерть» штату Нью-Йорк, який обмежує відшкодування збитків фінансовими втратами найближчих родичів померлої особи. Ентоні Х. Гейр, представник родини Діалло, стверджував, що має застосовуватися федеральне загальне право. 
У квітні 2002 року в результаті вбивства Діалло та інших суперечливих дій підрозділ боротьби з вуличною злочинністю було розформовано. У 2003 році мати Діалло опублікувала мемуари «Моє серце перетне цей океан: моя історія, мій син, Амаду» за допомоги автора Крейга Вольфа.
Смерть Діалло стала проблемою під час виборів мера Нью-Йорка в 2005 році. Президент району Бронкс і кандидат у мери Фернандо Феррер, який тоді протестував проти обставин вбивства, був розкритикований родиною Діалло та багатьма іншими за те, що на зборах сержантів поліції заявив, що, хоча стрілянина була трагедією, офіцерам «висунули надмірні звинувачення».
Офіцер Кеннет Босс раніше брав участь в інциденті, під час якого застрелили неозброєного темношкірого чоловіка. Після суду Босса перепризначили на конторську службу, але в жовтні 2012 року комісар Реймонд В. Келлі повернув Босу можливість носити вогнепальну зброю. Станом на 2012 рік він був єдиним із чотирьох офіцерів, які все ще працювали на поліцію Нью-Йорка. У 2015 році отримав звання сержанта відповідно до закону про державну службу, який не підлягає перегляду керівництвом відомства. Наступного року профспілка його назвала «сержантом року». Він звільнився з правоохоронних органів у 2019 році.
У звіті Capital New York повідомляється, що 85 IP-адрес, що належать Департаменту поліції Нью-Йорка, внесли зміни на сторінки Вікіпедії про неправомірну поведінку NYPD, а також у статті про людей, загиблих під час втручання поліції, включаючи цю статтю. Одне з цих редагувань змінило твердження «Офіцер Кеннет Босс раніше брав участь в інциденті, в якому застрелили неозброєного чоловіка, але продовжував працювати поліцейським» на «Офіцер Кеннет Босс раніше брав участь в інциденті, в якому озброєний чоловік був розстріляний». Повідомлялося, що двоє поліцейських, пов’язаних із цими редагуваннями, отримали лише «незначні догани».
У квітні 2021 року мати Діалло опитали про її реакцію на засудження офіцера поліції Міннеаполіса Дерека Шовіна за вбивство Джорджа Флойда.

## Культурні посилання на Діалло

### Музика
- Пісня «I Know You Don't Care» Зіггі Марлі, Банні Вейлера, Буджу Бентона, Даміана «Джуніора Гонга» Марлі, Моргана Херітеджа та Ямі Боло (2001) є прямою відповіддю на виправдання офіцерів, звинувачених у вбивстві Діалло. У приспіві Зіггі Марлі співає: «Кодекс мовчання, кажеш ти, так, твої дії говорять так голосно й чітко, вбивці Діалло на волі, за них заплатило суспільством, і я знаю, що ти не дбаєш про мене».
- Пісня Брюса Спрінгстіна «American Skin (41 Shots)»[25][26]
- «Діалло» Вайклефа Жана;[27]
- «New York City Cops» із дебютного альбому The Strokes Is This It надихнув цей випадок.[28] Співак Джуліан Касабланкас розповів, що це була політична пісня, на яку вплинула стрілянина в Амаду Діалло в інтерв’ю Vulture у березні 2018 року.[29]
- «I Find It Hard to Say (Rebel)» Лорін Гілл;[30]
- «Lament for the Late AD» Террі Калльє.[31]
- В альбомі Public Enemy There's a Poison Goin' On є пісня під назвою «41:19», заснована на кількості пострілів, випущених і влучивших у Діалло, і містить тексти про переслідування та насильство з боку поліції.[32]
- Електро-попгурт Le Tigre оплакував стрілянину в Діалло у своїй пісні «Bang! Bang!», яка закінчується вокальним приспівом, що рахує числа, які закінчуються на 41, кількість пострілів.[33]
- Твір «Amadou Diallo», включений до альбому «Ethnic Stew and Brew» джазового трубача Роя Кемпбелла-молодшого, був натхненний стріляниною і закінчується швидким сплеском нот, що відтворюють 41 постріл.[34]
- Цей інцидент також послужив основою для композиції Еріки Баду «AD 2000» (абревіатура від ініціалів Діалло) з альбому Mama's Gun.
- У альбомі The Beautiful Struggle Таліб Квелі говорить про «брата Амаду як [...] про сучасного мученика».[35] Квелі робить подальше посилання на стрілянину у пісні «The Proud»: «Це в їхній посадовій інструкції, щоб ліквудувати загрозу/Отже, 41 постріл у тіло — це те, що він може очікувати».[36]
- Фраза «Мамо, я йду до коледжу» вважається останніми словами Амаду Діалло, які містяться в третій частині семичастинної кантати Джоела Томпсона «The Seven Last Words of the Unarmed».[37]
- Пісня «DPA (As Seen On TV)» тріо Company Flow (2000) прямо згадує Діалло та виправдання офіцерів, звинувачених у його вбивстві. У тексті пісень El-P репує: «...або надягти ту жилетку-поло з сорока одним магнітом / і побачити, чи метастазує вона, коли його оточує пастка».[38]
- Пісня «FATHER FIGURE» Тобе Нвігве за участю Black Thought і Royce da 5'9 містить згадку про стрілянину, а також про вбивство Бріони Тейлор. У тексті пісень Royce da 5'9 читає реп: «Напевно, пальніть в копа чи двох на честь Бріони чи Амаду Діалло».[39]
- Пісня "Thanks, Bastards!" гурту Mischief Brew містить рядок: «Отже, коли є 41 куля, у вас 41 тисяча шипів у боці», посилаючись на кількість куль, випущених у Діалло, і спостерігаючи за обуренням, яке виникло.[40]
- У пісні Trivium «Contempt Breeds Contamination» є рядки: «Чотири захисники зробили сорок один постріл, Влучивши в нього дев’ятнадцять разів, Обшукуючи тіло, не було знайдено зброї. Він лежить з усіма, хто загинув марно». Ця пісня з'явилася в альбомі гурту The Crusade (альбом), випущеному в 2006 році.

### Фільми
- У 2000 році група правозахисних організацій завершила роботу над коротким відео «День після Діалло » про насильство поліції проти кольорових людей у контексті вбивства Амаду Діалло. Відео було створено спільно WITNESS, New York City Police Watch і Центром прав людини Елли Бейкер.[41][42]

### Телебачення
- Ця справа розглядається в третьому епізоді мінісеріалу Netflix Trial by Media під назвою 41 Shots.

### Образотворче мистецтво
- Малюнок Арта Шпігельмана, який показує поліцейського на тирі з банером з написом «41 постріл 10¢», був розміщений на обкладинці The New Yorker 8 березня 1999 року. У відповідь 250 поліцейських пікетували штаб-квартиру журналу.[43]